# Лептин
Лепти́н (от др.-греч. λεπτός — тонкий) — пептидный гормон, регулирующий энергетический обмен, который преимущественно вырабатывается жировыми клетками и энтероцитами в тонкой кишке. Гормон подавляет чувство голода, что, в свою очередь, уменьшает накопление жира в адипоцитах. Кодируется геном LEP, который расположен у человека в хромосоме 7. Лептин человека представляет собой белок массой 16 кДа, состоящий из 167 аминокислот.
Гормон действует на клеточные рецепторы в дугообразном и вентромедиальном ядрах, а также на другие части гипоталамуса и дофаминергические нейроны вентральной области покрышки, следовательно, опосредуя питание. Хотя регуляция запасов жирового обмена считается основной функцией лептина, он также играет роль в других физиологических процессах, о чем свидетельствуют наличие множества мест его синтеза, помимо жировых клеток, и наличие рецепторов лептина у клеток многих типов, помимо клеток гипоталамуса. Многие из этих дополнительных функций ещё предстоит полностью определить. При ожирении происходит снижение чувствительности к лептину (аналогично резистентности к инсулину при диабете 2 типа), что приводит к неспособности определять чувство сытости, несмотря на большие запасы энергии и высокий уровень лептина.

## Эффекты
Преимущественно лептин, «гормон расхода энергии», вырабатывается жировыми клетками и, таким образом, считается специфичным для адипоцитов. В контексте его эффектов слова краткого описания «прямой», «центральный» и «первичный» не используются взаимозаменяемо. Определения «центральный» и «периферический» относится к гипоталамической части мозга и негипоталамическим местом действия гормона; «прямое» или «непрямое» определяется тем, есть ли посредник в механизме действия лептина; а «первичный» и «вторичный» — это произвольное описание конкретной функции гормона.

#### Место действия
Лептин действует непосредственно на лептиновые рецепторы на клеточной мембране различных типов клеток в организме человека в частности и у позвоночных в целом. Рецептор лептина обнаружен во многих типах клеток. Это однотрансмембранный домен цитокинового рецептора I типа, особый класс цитокиновых рецепторов. Кроме того, лептин взаимодействует с другими гормонами и регуляторами энергии, косвенно опосредуя эффекты: инсулина, глюкагона, инсулиноподобного фактора роста, гормона роста, глюкокортикоидов, цитокинов и метаболитов.

#### Механизм действия
Центральный механизм действия специфического для жировых клеток гормона лептина осуществляется через гипоталамус, часть головного мозга, входящая в состав центральной нервной системы. Негипоталамические мишени лептина называются периферическими мишенями. Существует различная относительная важность центральных и периферических взаимодействий лептина при различных физиологических состояниях и различиях между видами.

#### Функция
Первичная функция гормона лептина заключается в регуляции массы жировой ткани через опосредованное центральным гипоталамусом влияние на чувство голода, использование энергии, физическую активность и энергетический баланс. Вне головного мозга вторичными функциями лептина являются: модуляция расхода энергии, модуляция между метаболизмом плода и матери, а также пермиссивным фактором в период полового созревания, активатором иммунных клеток, активатором бета-клеток поджелудочной железы и факторов роста.

### Центральная нервная система
У позвоночных нервная система состоит из двух основных частей: центральной нервной системы (ЦНС) и периферической нервной системы (ПНС). Основной действие лептина осуществляется в гипоталамусе, части центральной нервной системы. Рецепторы лептина экспрессируются не только в гипоталамусе, но и в других областях мозга, особенно в гиппокампе. Таким образом, некоторые лептиновые рецепторы в головном мозге классифицируются как центральные (гипоталамические) и периферические (негипоталамические).
Лептин воздействует на центральную нервную систему следующим образом:
- В 2006 году было показано, что дефицит лептина приводит к изменению активности нейронов и структуре белков в головном мозге мозга у мышей с ожирением; все изменения могут быть устранены инъекцией лептина[13].
- в 2019 году в экспериментах на животных было показано, что инъекции лептина улучшают показатели обучения и памяти[14] .
- в 1997 году показано, что низкий уровень циркулирующего лептина в плазме крови людей связан с когнитивными изменениями, связанными с анорексией[15], депрессией и болезнью Альцгеймера[16].
- опубликованные в 2010 году исследования на трансгенных мышах, моделирующих болезнь Альцгеймера, показали, что хроническое введение лептина может снизить выраженность патологии головного мозга и улучшить когнитивные функции[17] за счет снижения b-амилоида и гиперфосфорилированного тау-белка[18][19]— двух признаков патологии Альцгеймера.

Как правило, считается[кем?], что лептин проникает в мозг в сосудистом сплетении, где интенсивная экспрессия формы молекулы рецептора лептина может действовать как транспортный механизм.
Повышенный уровень мелатонина вызывает снижение уровня лептина. Мелатонин также повышает уровень лептина в присутствии инсулина, вызывая, таким образом, снижение аппетита во время сна. Частичное недосыпание также связано со снижением уровня лептина.
По данным 2010 года, мыши с диабетом 1 типа, получавшие лептин или лептин плюс инсулин, по сравнению с одним инсулином, имели лучшие метаболические профили: уровень сахара в крови не колебался так сильно; уровень холестерина снизился; образуется меньше жира.

#### Гипоталамус
В латеральном гипоталамусе лептин подавляет чувство голода, противодействуя действию нейропептида Y (стимулятора голода, секретируемого клетками кишечника и гипоталамуса) и противодействуя действию анандамида, ещё одного сильнодействующего стимулятора голода, который связывается с теми же рецепторами, что и ТГК.
В медиальном гипоталамусе лептин стимулирует чувство насыщения, стимулируя синтез α-MSH, подавляющего чувство голода.

Подавление аппетита носит долгосрочный характер, в отличие от быстрого подавления голода холецистокинином (ХЦК) и более медленного подавления голода между приёмами пищи, опосредованного PYY3-36. Отсутствие лептина (или его рецептора) приводит к неконтролируемому голоду и, как следствие, к ожирению. Голодание или соблюдение очень низкокалорийной диеты снижает уровень лептина. Уровни лептина изменяются сильнее при снижении потребления пищи, чем при увеличении. Динамика лептина из-за резкого изменения энергетического баланса может быть связана с аппетитом и, в конечном итоге, с потреблением пищи, а не с запасами жира.
Лептин контролирует потребление пищи и расход энергии, воздействуя на рецепторы в медиобазальном гипоталамусе.
Лептин связывается с нейронами нейропептида Y (NPY) в аркуатном ядре таким образом, что снижает активность этих нейронов. Лептин сигнализирует гипоталамусу, стимулируя возникновение чувства сытости. Такие сигналы лептина могут помочь людям сопротивляться искушению употреблять продукты с высоким содержанием калорий.
Активация рецептора лептина ингибирует нейропептид Y и пептид AgRP, и активирует α-меланоцитстимулирующий гормон (α-MSH). Нейроны NPY являются ключевым элементом регуляции чувства голода; небольшие дозы NPY, введённые в мозг экспериментальных животных, стимулируют потребление пищи, а избирательное разрушение нейронов NPY у мышей вызывает у них анорексию. И наоборот, α-MSH является важным медиатором чувства сытости, а различия в гене рецептора α-MSH связаны с ожирением у людей.
Лептин взаимодействует с шестью типами рецепторов (Ob-Ra-Ob-Rf или LepRa-LepRf), которые, в свою очередь, кодируются одним геном LEPR. Ob-Rb является единственной изоформой рецептора, которая может передавать внутриклеточный сигнал через пути передачи сигнала JAK-STAT и MAPK и присутствует в ядрах гипоталамуса.
Как только лептин связывается с рецептором Ob-Rb, он активирует stat3, который фосфорилируется и перемещается в ядро, вызывая изменения в экспрессии генов, одним из основных эффектов является подавление экспрессии эндоканнабиноидов, ответственных за усиление чувства голода. Было показано, что в ответ на лептин, рецепторные нейроны реконструируют себя, изменяя количество и типы синапсов, которые на них воздействуют.

### Сердечно-сосудистая система
Роль лептина/лептиновых рецепторов в модуляции активности Т-клеток и врождённой иммунной системы была показана в экспериментах на мышах. Он модулирует иммунный ответ на атеросклероз, предрасполагающим фактором которого является ожирение, и является смягчающим фактором.
Экзогенный лептин может способствовать ангиогенезу за счёт увеличения уровня сосудистого эндотелиального фактора роста.
Гиперлептинемия, вызванная инфузией или переносом аденовирусного гена, снижает артериальное давление у крыс.
Было показано, что микроинъекции лептина в ядро одиночного пути (NTS) вызывают симпато-стимулирующие реакции и потенцируют сердечно-сосудистые реакции на активацию хеморефлекса.

### Легкие плода
В легких плода лептин индуцируется в альвеолярных интерстициальных фибробластах («липофибробластах») под действием гормона PTHrP, секретируемого формирующимся альвеолярным эпителием (энтодермой) при умеренном растяжении. Лептин из мезенхимы, в свою очередь, действует обратно на эпителий через рецептор лептина, находящийся в альвеолярных пневмоцитах II типа, и индуцирует экспрессию сурфактанта, что является одной из основных функций этих пневмоцитов II типа. У пациентов с пневмонией, вызванной SARS-CoV-2, обнаружены более высокие уровни лептин и более низкое соотношение адипонектина/лептин.

### Репродуктивная система

#### Овуляторный цикл
У мышей и в меньшей степени у людей лептин необходим для мужской и женской фертильности. Овуляторные циклы у женщин связаны с энергетическим балансом (положительным или отрицательным в зависимости от того, теряет или набирает вес женщина) и уровнем энергии (сколько энергии потребляется и расходуется) в гораздо большей степени, чем энергетическим статусом. Когда энергетический баланс резко отрицателен (это означает, что женщина голодает) или поток энергии очень высок (это означает, что женщина тренируется на экстремальных уровнях, но при этом потребляет достаточно калорий), цикл яичников останавливается, и у женщин прекращаются менструации. Энергетический статус влияет на менструацию только в том случае, если у женщины очень низкий процент жира в организме. Уровни лептина за пределами идеального диапазона могут отрицательно сказаться на качестве яйцеклеток и результатах экстракорпорального оплодотворения. Лептин участвует в репродукции путем стимуляции гонадолиберина гипоталамуса.

#### Беременность
Плацента вырабатывает лептин. Уровень лептина повышается во время беременности и падает после родов. Лептин также экспрессируется в оболочках плода и ткани матки. Сокращения матки ингибируются лептином. Лептин играет роль в гиперемезисе беременных (тяжелая утренняя тошнота беременных), в синдроме поликистозных яичников, а гипоталамический лептин участвует в росте костей у мышей.

#### Лактация
Иммунореактивный лептин был обнаружен в грудном молоке человека; а лептин из материнского молока был обнаружен в крови грудных детенышей животных.

#### Половая зрелость
Лептин вместе с KISS-пептидом контролируют начало полового созревания. Высокий уровень лептина, который обычно наблюдается у женщин с ожирением, может запускать нейроэндокринный каскад, приводящий к раннему менархе. В конечном итоге это может привести к более низкому росту, поскольку секреция эстрогена начинается во время менархе и вызывает раннее закрытие эпифизов.

### Опорно-двигательная система
Роль лептина в регуляции костной массы была определена в 2000 году. Лептин может оказывать значительное влияние на метаболизм костной ткани посредством прямой передачи сигналов из головного мозга. Гормон уменьшает губчатую часть кости, но увеличивает кортикальную. Эта «корково-губчатая дихотомия» может представлять собой механизм увеличения размера кости и, следовательно, её сопротивления, чтобы справиться с нагрузкой при увеличении массы тела.
Метаболизм костей может регулироваться симпатическим отделом вегетативной нервной системы, поскольку симпатические пути иннервируют костную ткань. Ряд сигнальных молекул мозга (нейропептиды и нейромедиаторы) был обнаружен в костях, включая адреналин, норадреналин, серотонин, пептид, связанный с геном кальцитонина, вазоактивный кишечный пептид и нейропептид Y. Лептин связывается со своими рецепторами в гипоталамусе, где действует через симпатическую нервную систему, регулируя костный метаболизм. Лептин может также воздействовать непосредственно на костный метаболизм посредством баланса между потреблением энергии и путем ИФР-I. Существует потенциал для лечения заболеваний костеобразования, таких как нарушение заживления переломов, с помощью лептина.

### Иммунная система
Факторы, которые резко влияют на уровень лептина, также являются факторами, которые влияют на другие маркеры воспаления, например, тестостерон, сон, эмоциональный стресс, ограничение калорий и уровень жира в организме. Хотя хорошо известно, что лептин участвует в регуляции воспалительного ответа, было также высказано предположение, что роль лептина как воспалительного маркера заключается в том, чтобы специфически реагировать на воспалительные цитокины жирового происхождения.
По структуре и функции лептин напоминает IL-6 и является членом суперсемейства цитокинов. Циркулирующий лептин, по-видимому, влияет на гипоталамо-гипофизарно-надпочечниковую ось, что указывает на роль лептина в реакции на стресс. Повышенные концентрации лептина связаны с повышенным количеством лейкоцитов как у мужчин, так и у женщин.
Подобно тому, что наблюдается при хроническом воспалении, хронически повышенный уровень лептина связан с ожирением, перееданием и заболеваниями, связанными с воспалением, включая гипертонию, метаболический синдром и сердечно-сосудистые заболевания. В то время как лептин связан с жировой массой тела, размером отдельных жировых клеток и перееданием, на него не влияет уровень физической активности (для сравнения, ИЛ-6 высвобождается в ответ на мышечные сокращения). Таким образом, предполагается, что лептин специфически реагирует на воспаление, вызванное жировой тканью. Лептин является проангиогенным, провоспалительным и митогенным фактором, действие которого усиливается за счет взаимодействия с цитокинами семейства ИЛ-1 при раке. Высокий уровень лептина также был продемонстрирован у пациентов с пневмонией, вызванной COVID-19.
Отдельно взятое повышение уровня лептина (в ответ на потребление калорий) действует как механизм острого провоспалительного ответа для предотвращения чрезмерного клеточного стресса, вызванного перееданием. Когда высокое потребление калорий перегружает способность жировых клеток расти или увеличиваться в соответствии с потреблением калорий, последующая реакция на стресс приводит к воспалению на клеточном уровне и эктопическому накоплению жира, то есть нездоровому накоплению жира во внутренних органах, артериях и/или мышцах. Повышение уровня инсулина в ответ на калорийную нагрузку вызывает дозозависимое повышение уровня лептина, эффект усиливается при высоком уровне кортизола. (Эта взаимосвязь между инсулином и лептином очень похожа на влияние инсулина на увеличение экспрессии гена IL-6 и секреции преадипоцитами в зависимости от времени и дозы.) Кроме того, наблюдалось постепенное увеличение концентрации лептина в плазме, при введении аципимокса для предотвращения липолиза, несмотря на одновременную гипокалорийную диету и потерю веса. Такие результаты, по-видимому, демонстрируют, что высокие калорийные нагрузки, превышающие возможности накопления жировых клеток, приводят к стрессовым реакциям, которые вызывают увеличение лептина, который, в свою очередь, действует как временная мера воспаления, вызванного жировой тканью, сигнализируя о прекращении приёма пищи, чтобы предотвратить жировые отложения. Этот ответ может затем защитить от вредного процесса эктопического накопления жира, что, возможно, объясняет связь между хронически повышенным уровнем лептина и эктопическим накоплением жира у людей с ожирением.
Лептин увеличивает выработку лейкоцитов за счет воздействия на гемопоэтическую нишу, путь, который более активен у малоподвижных мышей и людей по сравнению с физически активными животными.

## Мутации
Мутантный лептин человека был впервые описан в 1997 году, а впоследствии было описано шесть дополнительных мутаций. Все носители мутантных генов были из восточных стран и у всех были варианты лептина, которые не обнаруживались стандартным иммунореактивным методом, поэтому уровни гормона были низкими или не определялись. Самая последняя описанная восьмая мутация, зарегистрированная в январе 2015 года у ребёнка турецких родителей, уникальна тем, что выявляется с помощью стандартного иммунореактивного метода, при котором уровни лептина повышены; но лептин не взаимодействует с лептиновым рецептором, следовательно, у пациента имеется функциональный дефицит лептина. Все эти восемь мутаций вызывают чрезмерное ожирение в младенчестве с гиперфагией.

### Нонсенс-мутация
Нонсенс-мутация в гене лептина, приводящая к образованию стоп-кодона и отсутствию выработки лептина, была впервые обнаружена у мышей. В мышином гене аргинин-105 кодируется CGA, и для создания стоп-кодона TGA требуется всего одна замена нуклеотида. Соответствующая аминокислота у людей кодируется последовательностью CGG, и для образования стоп-кодона потребуется замена двух нуклеотидов, что гораздо менее вероятно.

### Мутация сдвига рамки считывания
Рецессивная мутация со сдвигом рамки считывания, приводящая к снижению уровня лептина, наблюдалась у двух кровнородственных детей с ювенильным ожирением. В 2001 году исследование 13 человек с гетерозиготной мутацией сдвига рамки считывания, известной как дельта-G133, показало, что у них уровень лептина в крови ниже, чем у контрольной группы. У этих людей чаще определялось ожирение: 76 % имели ИМТ более 30 по сравнению с 26 % в контрольной группе.

### Полиморфизмы
В обзоре Human Genome Equivalent (HuGE) в 2004 году рассматривались исследования связи между генетическими мутациями, влияющими на регуляцию лептина, и ожирением. Был рассмотрен общий полиморфизм в гене лептина (A19G; частота 0,46), три мутации в гене рецептора лептина (Q223R, K109R и K656N) и две мутации в гене PPARG (P12A и C161T). Исследователи не обнаружили связи между любым из полиморфизмов и ожирением.
Исследование 2006 г. обнаружило связь между распространенным генотипом LEP-2548 G/A и патологическим ожирением у тайваньских аборигенов, но в ходе метаанализа 2014 г. этого обнаружено не было, однако этот полиморфизм был связан с увеличением массы тела у пациентов, принимающих нейролептики.
Полиморфизм LEP-2548 G/A был связан с повышенным риском рака предстательной железы, гестационного диабета и остеопороза.
Были обнаружены и другие редкие полиморфизмы, но их связь с ожирением непостоянна.

### Трансверсия
В январе 2015 г. сообщалось об одном случае гомозиготной трансверсионной мутации гена, кодирующего лептин. Это приводит к функциональной недостаточности лептина с высоким уровнем лептина в кровотоке. Трансверсия (c.298G → T) изменила аспарагиновую кислот у на тирозин в положении 100 (p.D100Y). Мутантный лептин не мог ни связываться с рецептором лептина, ни активировать его in vitro и у мышей с дефицитом лептина in vivo. Мутация была обнаружена у двухлетнего мальчика с крайним ожирением и рецидивирующими ушными и лёгочными инфекциями. Лечение метрелептином привело к «быстрому изменению пищевого поведения, снижению ежедневного потребления чрезмерного количества калорий и существенной потере веса».

### Устойчивость к лептину
Отсутствие лептина или лептиновых рецепторов приводит к неконтролируемому голоду, что приводит к ожирению. Концентрации лептина повышены у людей с гипертонией, но высокий уровень эндогенного (и экзогенного) лептина не нормализует их вес при ожирении, что указывает на возможность резистентности к лептину, что было предложено на международном уровне. Исследования также обнаружили корреляцию между уровнями лептина в сыворотке и уровнями экспрессии тестостерона, эстрадиола, фолликулостимулирующего гормона и ароматазы у женщин с гиперандрогенией и синдромом поликистозных яичников. Хотя эксперименты in vitro подтвердили отрицательную корреляцию между тироксином и лептином, подобные результаты in vivo ещё не получены. Существование лептина является основой для проявления физиологических эффектов гормона роста, но сам гормон роста, по-видимому, не оказывает прямого влияния на лептин.

## Уровень гормона в крови
Лептин циркулирует в крови в свободной форме и в комплексе с белками.

### Физиологические уровни
Уровни лептина зависят от жировой массы экспоненциально, а не линейно. Пиковые концентрации гормона наблюдаются между полуночью и ранним утром, возможно, подавляя аппетит ночью. Суточный ритм уровня лептина в крови может изменяться в зависимости от времени приема пищи.

### Специфические состояния
Лептин играет решающую роль в адаптивной реакции на голодание.
Уровень лептина снижается после кратковременного голодания (24-72 часа), даже если изменений жировой массы не наблюдается.
Уровень лептина в сыворотке снижается при недосыпании.
Уровни лептина парадоксальным образом увеличиваются при ожирении.
Уровень лептина повышается при эмоциональном стрессе.
Уровень лептина хронически снижается при высоком уровне физической активности.
Уровень лептина снижается при повышении уровня тестостерона и повышается при повышении уровня эстрогена.
Уровень лептина повышается под действием инсулина.
Высвобождение лептина увеличивается под действием дексаметазона.
У пациентов с ожирением и синдромом обструктивного апноэ сна уровень лептина повышен, но снижается после введения постоянного положительного давления в дыхательных путях. Однако у людей, не страдающих ожирением, спокойный сон (то есть 8-12 часов непрерывного сна) может повысить уровень лептина до нормального уровня.

### При мутациях
Все известные мутации лептина, кроме одной, связаны с низким или неопределяемым уровнем иммунореактивного лептина в крови. Исключением является мутантный лептин, о котором сообщалось в январе 2015 г., который не является функциональным, но обнаруживается стандартными иммунореактивными методами. Он был обнаружен у мальчика 2,5 лет с массивным ожирением, у которого был высокий уровень циркулирующего лептина, который не связывается с лептиновыми рецепторами, поэтому у него был функциональный дефицит лептина.

## Роль при патологиях

### Ожирение
Хотя лептин снижает аппетит в качестве циркулирующего сигнала, у людей с ожирением обычно регистрируют более высокую концентрацию циркулирующего лептина, чем у людей с нормальным весом, из-за более высокого процента жира в организме. У этих людей наблюдается резистентность к лептину, аналогичная резистентности к инсулину при диабете 2 типа, при этом повышенные уровни не в состоянии контролировать чувство голода и модулировать вес. Для объяснения этого был предложен ряд объяснений. Важным фактором устойчивости к лептину являются изменения в передаче сигналов рецептора лептина, особенно в аркуатном ядре, однако дефицит или серьёзные изменения самого рецептора лептина не считаются основной причиной. Триглицериды, пересекающие гематоэнцефалический барьер (ГЭБ), могут вызывать резистентность к лептину и инсулину в гипоталамусе. Триглицериды также могут нарушать транспорт лептина через ГЭБ.
Исследования уровней лептина в спинномозговой жидкости (СМЖ) свидетельствуют о снижении уровня лептина, пересекающего ГЭБ и достигающего целей, связанных с ожирением, таких как гипоталамус, у людей с ожирением. Было замечено, что соотношение лептина в спинномозговой жидкости и крови у людей с ожирением ниже, чем у людей с нормальным весом. Причиной этого может быть высокий уровень триглицеридов, влияющих на транспорт лептина через ГЭБ, или из-за того, что переносчик лептина становится насыщенным. Хотя у людей с ожирением наблюдается дефицит переноса лептина из плазмы в спинномозговую жидкость, у них все же обнаруживается на 30 % больше лептина в СМЖ, чем у худых людей. Эти более высокие уровни не могут предотвратить их ожирение. Поскольку количество и качество лептиновых рецепторов в гипоталамусе, по-видимому, в норме у большинства людей с ожирением (судя по исследованиям лептиновой мРНК), вполне вероятно, что резистентность к лептину у этих людей связана с постлептиновой реакцией, аналогичный дефекту постинсулиновых рецепторов, наблюдаемому при диабете 2 типа.
Когда лептин связывается с лептиновым рецептором, он активирует ряд метаболических путей. Резистентность к лептину может быть вызвана дефектами в одной или нескольких частях этого процесса, особенно в пути JAK/STAT. Мыши с мутацией в гене рецептора лептина, которая предотвращает активацию STAT3, страдают ожирением и проявляют гиперфагию. Путь PI3K также может быть вовлечен в резистентность к лептину, что было продемонстрировано на мышах путем искусственного блокирования передачи сигналов PI3K. Путь PI3K также активируется рецептором инсулина и, следовательно, является важной областью, где лептин и инсулин действуют вместе как часть энергетического гомеостаза. Путь инсулин-pI3K может привести к тому, что нейроны POMC станут нечувствительными к лептину из-за гиперполяризации.
Известно, что лептин взаимодействует с амилином, гормоном, участвующим в опорожнении желудка и создании чувства сытости. Когда и лептин, и амилин давали страдающим ожирением крысам, резистентным к лептину, наблюдалась устойчивая потеря веса. Из-за его очевидной способности устранять резистентность к лептину амилин был предложен в качестве возможного средства для лечения ожирения.
Было высказано предположение, что основная роль лептина заключается в том, чтобы выступать в качестве сигнала голодания, когда его уровень низок, чтобы помочь поддерживать жировые запасы для выживания во время голодания, а не в качестве сигнала насыщения для предотвращения переедания. Уровни лептина сигнализируют, когда у животного достаточно энергии, чтобы тратить ее на занятия помимо добычи пищи. Это может означать, что резистентность к лептину у людей с ожирением является нормальной частью физиологии млекопитающих и, возможно, может дать преимущество в выживании. Резистентность к лептину (в сочетании с резистентностью к инсулину и увеличением веса) наблюдается у крыс после того, как они получают неограниченный доступ к вкусным, высококалорийным продуктам. Этот эффект меняется на противоположный, когда животных снова переводят на низкокалорийную диету. Это также может иметь эволюционное преимущество: эффективное хранение энергии при изобилии пищи было бы выгодно в популяциях, где пища часто может быть скудной.

### Роль при ожирении и остеоартрите

#### Ожирение и остеоартрит
Остеоартрит и ожирение тесно связаны. Ожирение является одним из наиболее важных предотвратимых факторов развития остеоартрита.
Первоначально считалось, что связь между остеоартрозом и ожирением имеет исключительно биомеханическую основу, согласно которой избыточный вес приводит к более быстрому изнашиванию сустава. Однако сегодня мы знаем, что существует также метаболический компонент, который объясняет, почему ожирение является фактором риска остеоартрита не только для суставов, несущих нагрузку (например, колени), но и для суставов, которые не несут нагрузку (например, суставы рук). Следовательно, было показано, что уменьшение жировых отложений уменьшает остеоартрит в большей степени, чем можно было ожидать от потери веса самой по себе. Этот метаболический компонент связан с высвобождением жировыми тканями системных факторов провоспалительного характера, что часто имеет решающее значение для развития остеоартрита.
Таким образом, нарушение регуляции продукции адипокинов и медиаторов воспаления, гиперлипидемия и усиление системного окислительного стресса являются состояниями, часто связанными с ожирением, которые могут способствовать дегенерации суставов. Кроме того, многие регулирующие факторы участвуют в развитии, поддержании и функционировании как жировых тканей, так и хрящей и других тканей суставов.

#### Лептин и остеоартрит
Уровни циркулирующего лептина положительно коррелируют с индексом массы тела (ИМТ), в частности, с жировой массой, и у людей с ожирением уровень лептина в крови выше, чем у людей без ожирения.У людей с ожирением повышенный уровень циркулирующего лептина вызывает нежелательные реакции, то есть снижения потребления пищи или потери массы тела не происходит, поскольку существует резистентность к лептину. В дополнение к функции регулирования энергетического гомеостаза лептин выполняет роль в других физиологических функциях, таких как нейроэндокринная связь, репродукция, ангиогенез и формирование костей. Совсем недавно лептин был признан цитокиновым фактором с плейотропным действием, который активен при иммунном ответе и воспалении. Например, лептин может быть обнаружен в синовиальной жидкости в соответствии с индексом массы тела, а рецепторы лептина экспрессируются в хрящах, где лептин опосредует и модулирует многие воспалительные реакции, которые могут повредить хрящи и другие ткани суставов. Таким образом, лептин стал кандидатом на связывание ожирения и остеоартрита и служит очевидной целью диетического лечения остеоартрита.
Как и в плазме, уровень лептина в синовиальной жидкости положительно коррелирует с ИМТ. Лептин синовиальной жидкости синтезируется, по крайней мере, частично в суставе и может частично образовываться в кровяном русле. Было показано, что лептин вырабатывается хондроцитами, а также другими тканями суставов, включая синовиальную ткань, остеофиты, мениск и кость. Поднадколенниковая жировая ткань, расположенная экстрасиновиально внутри коленного сустава, также прилегает к синовиальной оболочке и хрящу и в последнее время получила высокую оценку как важный источник лептина, а также других адипокинов и медиаторов, которые влияют на патогенез остеоартрита.
Риск развития остеоартрита можно снизить с помощью потери веса. Это снижение риска частично связано с уменьшением нагрузки на сустав, а также с уменьшением жировой массы, центральной жировой ткани и вялотекущего воспаления, связанного с ожирением и системными факторами.
Растущее количество данных указывает на то, что лептин является фактором деградации хряща в патогенезе остеоартрита и потенциальным биомаркером прогрессирования заболевания, что позволяет предположить, что лептин, а также механизмы регуляции и передачи сигналов могут быть новой и многообещающей мишенью для лечение остеоартрита, особенно у пациентов с ожирением.
Лица с ожирением предрасположены к развитию остеоартрита не только из-за избыточной механической нагрузки, но и из-за избыточной экспрессии растворимых факторов, то есть лептина и провоспалительных цитокинов, которые способствуют воспалению суставов и разрушению хрящей. Таким образом, люди с ожирением находятся в измененном состоянии из-за метаболической недостаточности, что требует специфической диетотерапии, способной нормализовать выработку лептина и уменьшить систематическое низкоуровневое воспаление, чтобы уменьшить вредное влияние этих систематических медиаторов на опорно-двигетельный аппарат.

## Терапевтическое использование

### Лептин
Лептин был одобрен в США в 2014 году для использования при врождённом дефиците лептина и генерализованной липодистрофии.

### Метрелептин
Основная статья: Метрелептин
Лекарственный препарат метрелептин, аналог человеческого лептина (торговые названия — англ. Myalept, Myalepta) был впервые одобрен в Японии в 2013 году, в США — в феврале 2014 года и в Европе в 2018 году. В США он показан для лечения осложнений дефицита лептина, а также при диабете и гипертриглицеридемии, связанных с врождённой или приобретённой генерализованной липодистрофией. В Европе на основе EMA метрелептин назначают в дополнение к диете для лечения липодистрофии, когда у пациентов наблюдается потеря жировой ткани под кожей и накопление жира в других частях тела, например, в печени и мышцах. Препарат применяют у взрослых и детей старше 2 лет при генерализованной липодистрофии (синдром Берардинелли-Сейпа и синдром Лоуренса); а также у взрослых и детей старше 12 лет с частичной липодистрофией (включая синдром Барракера-Саймонса), когда стандартное лечение не помогло.
Национальная служба здравоохранения Англии планировала разрешить назначать лечение метрелептином всем с врождённым дефицитом лептина, независимо от возраста, начиная с 1 апреля 2019 года.

## История
Лептин (англ. ob protein) выделен и кодирующий его ген секвенирован в 1994 году Y. Zhang с коллегами. Инъекция лептина ob/ob лабораторным животным способствовала уменьшению массы тела, повышению двигательной активности и усилению термогенеза.

### Идентификация кодирующего гена
В 1949 году линия мышей, не страдающих ожирением, которую изучали в лаборатории Джексона, произвела штамм потомства с ожирением, что позволяет предположить, что в гормоне, регулирующем чувство голода и расход энергии, произошла мутация. Мыши, гомозиготные по так называемой мутации ob (ob/ob), ели ненасытно и сильно страдали ожирением. В 1960-х годах вторая мутация, вызывающая ожирение и аналогичный фенотип, была идентифицирована Дугласом Коулманом из лаборатории Джексона и названа диабетом (db), поскольку и ob/ob, и db/db страдали ожирением. В 1990 году Рудольф Лейбель и Джеффри М. Фридман сообщили о картировании гена db.
В соответствии с гипотезой Коулмана и Лейбеля, несколько последующих исследований в лабораториях Лейбеля и Фридмана и других групп подтвердили, что ген ob кодирует новый гормон, который циркулирует в крови и может подавлять потребление пищи и массу тела у мышей ob и дикого типа, но не у мышей дикого типа db мыши.
В 1994 г. лаборатория Фридмана сообщила об идентификации гена. В 1995 году лаборатория Хосе Ф. Каро представила доказательства того, что мутации в мышином гене ob не встречаются у людей. Кроме того, поскольку экспрессия гена ob увеличивалась, а не уменьшалась при ожирении человека, это предполагало возможность устойчивости к лептину. По предложению Роджера Гиллемена Фридман назвал этот новый гормон «лептином» от греческого lepto, означающего «худой». Лептин был первым из обнаруженных гормонов жировых клеток (адипокинов).
Последующие исследования в 1995 году подтвердили, что ген db кодирует рецептор лептина и что он экспрессируется в гипоталамусе, области мозга, которая, как известно, регулирует чувство голода и массу тела.

### В культуре
Открытие лептина описано в книгах «Жир: борьба с эпидемией ожирения» Роберта Пула, «Голодный ген» Эллен Руппель Шелл и «Переосмысление худобы: новая наука о потере веса и мифы и реальность диеты» Джины Колаты, «Жир: борьба с эпидемией ожирения» и «Переосмысление худобы: новая наука о похудении и мифы и реальность диеты» содержат обзор работы лаборатории Фридмана, которая привела к клонированию гена ob, а книга «Голодный ген» обращает внимание на вклад Рудольфа Лейбеля.